# Nigel P. Barker
Nigel P. Barker (...) è un botanico sudafricano.

## Biografia
Barker conseguì la laurea presso la University of Witwatersrand di Johannesburg (Sudafrica) e il dottorato di ricerca presso la Università di Cape Town di Città del Capo, con una tesi sulla sistematica delle piante erbacee.
Dopo il periodo di dottorato, trascorse circa un anno come frequentatore post-doc presso la University of the Western Cape, dove, collaborando con Derek Keats, apprese a sviluppare e applicare le tecniche molecolari, in particolare dedicandosi allo studio delle alghe rosse coralline.
Successivamente trascorse 8 mesi a Sydney, Australia, come "ricercatore ospite" presso i Royal Botanic Gardens. 
A Sydney collaborò con il Dott. Peter Henry Weston sulla filogenia a partire dal livello di famiglia per la famiglia Proteaceae.
Nel 1997 ottenne la nomina a lettore presso la Rhodes University di Grahamstown (Sud Africa), dapprincipio a contratto e, poco tempo dopo, come membro dello staff a tempo indeterminato.
Nel 2012 è professore ordinario e Direttore del Dipartimento di Botanica in questa università.

## Pubblicazioni
Di seguito si riportano le pubblicazioni più recenti di Barker (dal 2005 al 2012).
2005
- Dold, A.P., Hammer, S. & Barker, N.P. (2005). Leaves of Grass: A taxonomic revision of the genus Bergeranthus Schwantes (Aizoaceae). Haseltonia 11: 78-97.
- Linder, H.P. and Barker, N.P. (2005). From Nees to now – changing questions in the systematics of the grass subfamily Danthonioideae. Nova Acta Leopoldina 92, Nr 342: 29-44.
- McKenzie, R.J., Barker, N.P., Samuels, J., Muller, E.M. & Skinner, A. (2005). Morphology of cypselae in subtribe Arctotidinae (Compositae–Arctotideae) and its taxonomic implications. Annals of the Missouri Botanic Garden 92: 569-594.
- Barker, N.P. (2005) A review and survey of amphicarpy, basicarpy and geocarpy in the African and Madagascan flora. Annals of the Missouri Botanic Garden 92: 445-462.
- Barker, N.P., Von Senger, I., Howis, S., Zachariades, C. & Ripley, B.S. (2005) Plant phylogeography based on rDNA ITS sequence data: two examples from the Asteraceae. In: Plant species-level systematics: New perspectives on patterns and process. Edited by F.T. Bakker, L.W. Chatrou, B. Gravendeel & P.B. Pelser. Gantner Verlag, Ruggell [Regnum Vegetabile 142: 217-244].

2006
- McKenzie, R.M., Herman, P.J. & Barker, N.P. (2006). Asteraceae. Arctotis decurrens (Asteraceae: Arctotideae), the correct name for A. merxmuelleri and A. scullyi. Bothalia 36: 171-173.
- Weston, P.H. and Barker, N.P. (2006). A new suprageneric classification of the Proteaceae, with an annotated checklist of genera. Telopea 11: 314-344.
- McKenzie, R.J., Barker, N.P., Muller, E.M. & Karis, P.O. (2006) Phylogenetic relationships and generic delimitation in subtribe Arctotidinae (Asteraceae: Arctotideae) inferred by DNA sequence data from ITS and five chloroplast regions. American Journal of Botany 93(8): 1222-1235.
- McKenzie, R.J., Mitchell, S.D. and Barker, N.P. (2006). A new species of Arctotis (Compositae, Arctotideae) from kommetjie grassland in Eastern Cape Province, South Africa. Botanical Journal of the Linnaean Society 151: 581-588.
- Verboom, G.A., Ntsohi, R. & N.P. Barker. (2006). Molecular phylogeny of African Rytidosperma-affiliated Danthonioid grasses reveals generic polyphyly and convergent evolution in spikelet morphology. Taxon 55: 337-348.
- Teske, P.R., McQuaid, C.D., Froneman, P.W. & Barker, N.P. (2006). Impacts of marine biogeographic boundaries on phylogeographic patterns of three South African estuarine crustaceans. Marine Ecological Progress Series 314: 283-293.
- Robertson, M.P. & Barker, N.P. (2006). A technique for evaluating species richness maps generated from collections data. South African Journal of Science 102: 77-84.
- Ramdhani, S., Barker, N.P. & Baijnath, S. (2006) Phylogenetics of the genus Kniphofia Moench (Asphodelaceae).Pp 559-570. In: Ghazanfar, S.A. & Beentje, H.J. (eds), Taxonomy & Ecology of African plants: their conservation and sustainable use. Royal Botanic Gardens, Kew. (Proceedings of the 17th AETFAT conference, held in Addis Ababa, Ethiopia, 22nd – 26th September 2003).

2007
- McKenzie, R.J. & Barker, N.P. (2007). Proposal to conserve Venidium semipapposum (Arctotis semipapposa) against Arctotis scabra (Asteraceae, Arctotideae). Taxon 56(4): 1300-1301.
- Barker, N.P. & Fish, L. (2007). Rare and infrequent southern African grasses: assessing their conservation status and understanding their biology. Biodiversity & Conservation 16: 4051-4079.
- Teske, P.R., Papadopoulos, I., Newman, B.K., McQuaid, C.D. & Barker, N.P. (2007). Climate change, genetics or human choice: why the shells of mankind's earliest ornament were larger during the Pleistocene than during the Holocene. PLoS ONE http://www.plosone.org/article/fetchArticle.action?articleURI=info:doi/10.1371/journal.pone.000061[collegamento interrotto].
- Teske, P.R., Froneman, P.W., Barker, N.P. & McQuaid, C.D. (2007). Phylogeograpic structure of the caridean shrimp Palaemon peringueyi in South Africa: more evidence for intraspecific units associated with marine biogeographic provinces. African Journal of Marine Science 29(2): 253-258.
- Barker, N.P., Weston, P.H., Rutschmann, F & Sauquet, H. (2007). Molecular dating of the “Gondwanan” plant family Proteaceae is only partially congruent with the timing of Gondwanan break-up. Journal of Biogeography: 34: 2012-2027.
- Teske, P.R., Hamilton, H., Mattheee, C.A., & Barker, N.P. (2007). Signatures of seaway closures and founder dispersal in the phylogeny of a circumglobally distributed seahorse lineage. BMC Evolutionary Biology 7: 138. https://www.biomedcentral.com/1471-2148/7/138
- Teske, P.R., Zardi, G.I., McQuaid, C.D., Papadopoulos, I., Barker, N.P., Edkins, M.T. & Griffiths, C.L. (2007). Implications of life history on genetic structure and migration rates of southern African coastal invertebrates: planktonic, abbreviated and direct development. Marine Biology 152: 697-711.
- Teske, P.R., Oosthuizen, A., Papadopoulos, I., Barker, N.P. (2007). Phylogeographic structure of Octopus vulgaris in South Africa revisited: identification of a second lineage near Durban harbour. Marine Biology 151: 2119-2112.
- Price, B., Barker, N.P. & Villet, M.H. (2007). Patterns and processes underlying evolutionary significant units in the Platypleura stridula L. species complex (Hemiptera: Cicadidae) in the Cape Floristic Region, South Africa. Molecular Ecology 16: 2574-2588.
- Teske, P.R., Barker, N.P. & McQuaid, C.D. (2007). Lack of genetic differentiation between four sympatric southeast African intertidal limpets: Phenotypic plasticity in a single species? Journal of Molluscan Studies 73: 223-228. ONLINE doi: 10.1093/mollus/eym012.
- Zardi, G.I., McQuaid, C.D., Teske, P.R., and Barker, N.P. (2007) Unexpected genetic structure of indigenous (Perna perna) and invasive (Mytilus galloprovincialis) mussel populations in South Africa. Marine Ecological Progress Series 337: 135-144.
- Barker, N.P., Galley, C., Verboom, A.G., Mafa, P., Gilbert, M. & Linder, H.P. (2007). The phylogeny of the austral grass subfamily Danthonioideae: Evidence from multiple data sets. Plant Systematics and Evolution 264: 135-156.

2008
- Teske, P.R., Papadopoulos, I., Newman, B.K., Dworschak, P.C., McQuaid, C.D. & Barker, N.P. (2008). Oceanic dispersal barriers, adaptation and larval retention: an assessment of potential factors maintaining a phylogeographic break between sister lineages of an African prawn. BMC Evolutionary Biology 8: 341.
- McKenzie, R.J., Hjertson, M. & Barker, N.P. (2008). Typification of the name Arctotis plantaginea and names in the Arctotis semipapposa species complex (Asteraceae, Arctotideae). Taxon 57: 1341-1346.
- Nicastro, K.R., Zardi, G.I., McQuaid, C.D., Teske, P.R. & Barker, N.P. (2008). Coastal topography drives genetic structure in marine mussels. Marine Ecological Progress Series 368:189-195.
- De Wet, L.A. Barker, N.P. & Peter, C.I. (2008). The long and the short of gene flow and reproductive isolation: Inter Simple Sequence Repeat (ISSR) markers support the recognition of two floral forms in Pelargonium reniforme (Geraniaceae). Biochemical Systematics & Ecology 36: 684-690.
- McKenzie, R.J. & Barker, N.P. (2008). Radiation and biogeography of the predominantly southern African subtribe Arctotidinae (Asteraceae: Arctotideae). Molecular Phylogenetics & Evolution 49: 1-16.
- Bownes, S., Barker, N.P. & McQuaid, C.D. (2008). Morphological identification of mussel settlers and post-larvae from the coast of South Africa. African Journal of Marine Science 30: 233-240.
- Ramdhani, S., Barker, N.P. & Baijnath, H. (2008). Exploring the Afromontane centre of endemism: Kniphofia Moench (Asphodelaceae) as a floristic indicator. Journal of Biogeography 35: 2258-2273.
- Pirie, M.D., Humphreys, A.M., Galley, C., Barker, N.P., Verboom, G.A., Orlovich, D., Draffin, S.J., Lloyd, K., Baeza, C.M., Negritto, M., Ruiz, E., Cota Sanchez, J.H., Reimer, E. & Linder, H.P. (2008). A supermatrix approach resolves phylogenetic relationships in Danthonioid grasses. Molecular Phylogenetics and Evolution 48: 1106-1119.
- Kelly, C.M.R., Barker, N.P., Villet; M.H., Broadley, D.G. & Branch, W.R. (2008). The snake family Psammophiidae (Reptilia: Serpentes): Phylogenetics and species delimitation in the African sand snakes (Psammophis Boie, 1825) and allied genera. Molecular Phylogenetics & Evolution 47: 1045-1060.
- McKenzie, R.J., Hjertson, M. & Barker, N.P. (2008). Typification of the name Arctotis lanata and those of some southern African Haplocarpha species (Asteraceae, Arctotideae). Taxon 57(2): 612-614.
- Buys, M.H. Janse van Rensburg, L.-L., Mienie, C.M.S., Barker, N.P., Burgoyne, P. Mills, L., Van Rensburg, L. & Hartmann, H. (2008). Applying AFLPs in Aizoaceae: The Delosperma herbeum complex as a case study. Biochemical Systematics & Ecology 36: 92-100.

2009
- Pirie, M.D., Humphreys, A.M., Barker, N.P. & Linder, H.P. (2009). Reticulation, data combination, and inferring evolutionary history: an example from Danthonioideae (Poaceae). Systematic Biology 58: 612-628.
- Ramdhani, S., Barker, N.P. & Baijnath, H. (2009). Rampant non-monophyly of species in Kniphofia Moench (Asphodelaceae) suggests a recent Afromontane radiation. Taxon 58:1141-1152.
- Barker, N.P., Howis, S., Nordenstam, B., Källersjö, M, Eldenas, P., Griffioen, C. & Linder, H.P. (2009) Nuclear and chloroplast DNA-based phylogenies of Chrysanthemoides Tourn. ex Medik (Calenduleae; Asteraceae) reveal extensive incongruence and generic paraphyly, but support the recognition of infraspecific taxa in C. monilifera. South African Journal of Botany. 75: 560-572.
- Teske, P.R., McLay, C.L Sandoval-Castillo, J., Papadopoulos, I., Newman, B.K., Griffiths, C.L., McQuaid, C.D., Barker, N.P., Borgonie, G. & Beheregaray, L.B. (2009). Tri-locus sequence data reject a “Gondwanan origin hypothesis” for the African/South Pacific crab genus Hymenosoma. Molecular Phylogenetics & Evolution 53: 23-33.
- Schrire, B.D., Lavin, M., Barker, N.P. & Forest, F. (2009). Phylogeny of the tribe Indigofereae (Leguminosae – Papilionoideae): Geographically structured more in succulent-rich and temperate settings than in grass-rich environments. American Journal of Botany 96: 816-852.
- Teske, P.R., Winker, H., McQuaid, C.D. & Barker, N.P. (2009). A tropical/subtropical biogeographic disjunction in southeastern Africa separates two Evolutionarily Significant Units of an estuarine prawn. Marine Biology 156: 1265-1275.
- Howis, S., Barker, N.P. & Mucina, L. (2009). Globally grown, but poorly known: Species limits and biogeography of Gazania Gaertn. (Asteraceae) inferred from chloroplast and nuclear DNA sequence data. Taxon58: 871-882.
- Clark, V.R., Barker, N.P. & Mucina, L. (2009). The Sneeuberg: A new centre of floristic endemism on the Great Escarpment, South Africa. South African Journal of Botany 75: 196-238. (This paper was awarded the Compton prize for the best paper published in this journal in 2009).
- Kelly, C.M.R., Barker, N.P., Villet, M.H. & Broadley, D.G. (2009). Phylogeny, biogeography and classification of the snake Superfamily Elapoidea: A rapid radiation in the late Eocene. Cladistics 25: 38-63.
- Sauquet, H., Weston, P.H., Barker, N.P., Anderson, C.L., Cantrill, D.J. & Savolainen, V. (2009). Using fossils and molecular data to reveal the origins of the Cape proteas (subfamily Proteoideae). Molecular Phylogenetics & Evolution 51: 31-43.
- Sauquet, H., Weston, P.H.W., Anderson, C.L., Barker, N.P., Cantrill, D., Mast, A.R. & Savolainen, V. (2009). Contrasted patterns of hyper-diversification in Mediterranean hotspots. Proceedings of the National Academy of Sciences, USA 106: 221-225.
- Nordenstam, B., Clark, V.R., Devos, N. & Barker, N.P. (2009). Two new species of Euryops (Asteraceae: Senecioneae) from the Sneeuberg, Eastern Cape, South Africa. South African Journal of Botany 75: 145-152.

2010
- Moore, G., Smith, G.F., Figueiredo, E., Demissew, S., Lewis, G., Schrire, B., Rico, L & van Wyk, A.E. (Co-ordinating authors—61 other authors, including Barker, N.P.). 2010. Acacia, the 2011 Nomenclature Section in Melbourne, and beyond. Taxon 59: 1188–1195.
- Linder, H.P., Baeza, M., Barker, N.P., Galley, C., Humphreys, A.M., Lloyd, K., Orlovich, D., Pirie, M.D., Simon, B.K., Walsh, N. & Verboom, G.A. (2010). A classification of the Danthonioideae (Poaceae). Annals of the Missouri Botanical Garden 97:306-364.
- McKenzie, R.J. & Barker, N.P. (2010). Typification of names in nine species of Arctotis (Asteraceae, Arctotideae) from the Succulent Karoo, South Africa. NOVON 20: 298-302.
- Ramdhani, S., Barker, N.P. & Cowling, R.M. (2010). Phylogeography of Schotia (Fabaceae): recent evolutionary processes in an ancient thicket biome lineage. International Journal of Plant Sciences 171: 626-640.
- Devos, N., Nordenstam, B., Mucina, L. &, Barker, N.P. (2010). A multi-locus phylogeny of Euryops (Asteraceae, Senecioneae) augments support for the “Cape to Cairo” hypothesis of floral migrations in Africa. Taxon 59: 57-67.
- Price, B.W., Barker, N.P. & Villet, M.H. (2010). A watershed study on genetic diversity: phylogenetic analysis of the Platypleura plumosa (Hemiptera: Cicadidae) complex reveals catchment specific lineages. Molecular Phylogenetics & Evolution 54: 617—626.

2011
- Villet M.H., Price B.W. Walton S.M. & Barker N.P. (2011). Using molecules and morphology to infer the phylogenetic relationships and evolutionary history of the Dirini (Nymphalidae: Satyrinae), a tribe of butterflies endemic to Southern Africa. Systematic Entomology 36: 300-316.
- Connan, M., Kelly, C.M.R., McQuaid, C.D., Bonnevie, B.T. & Barker, N.P. (2011) Morphological versus molecular identification of Sooty (Phoebetria fusca) and Light-mantled (P. palpebrata) albatross chicks. Polar Biology. in press.
- McKenzie, R.J., Herman, P.J., Korniyenko, O. & Barker, N.P. (2011). Revision of Arctotis sect. Anomalae (Asteraceae: Arctotideae), including the description of a new species from Northern Cape province, South Africa. South African Journal of Botany 77: 45-54.
- Clark, V.R., Barker, N.P., McMaster, C. & Mucina, L. (2011). The Boschberg (Somerset East, Eastern Cape) – A floristic cross-roads of the southern Great Escarpment. South African Journal of Botany 77: 94-104.
- Clark, V.R., Barker, N.P., & Mucina, L. (2011). A phytogeographic assessment of the Nuweveldberge, South Africa. South African Journal of Botany 77: 147-159.
- Clark, V.R., Barker, N.P., & Mucina, L. (2011). The Roggeveldberge – notes on a botanically hot area on a cold corner of the southern Great Escarpment, South Africa. South African Journal of Botany 77: 112-126.
- Kelly, C.M.R., Branch, W.R., Broadley, D.G., Barker, N.P. & Villet, M.H. (2011). Molecular systematics of the African snake family Lamprophiidae Fitzinger, 1843 (Serpentes: Elapoidea), with particular focus on the genera Lamprophis Fitzinger 1843 and Mehelya Csiki 1903. Molecular Phylogenetics and Evolution 58: 415–426.

2012
- Peterson, P.M., Romaschenko, K., Barker, N.P. & Linder, H.P. (accepted March 2011). Centropodieae and Ellisochloa, a new tribe and genus in the Chloridoideae (Poaceae). TAXON.
- Ramdhani, S., Bayer, M.B., Barker, N.P. & Cowling, R.M. (Accepted March 2011). Revisiting monophyly in Haworthia Duval (Asphodelaceae): incongruence, hybridization and contemporary speciation. TAXON.
- Teske, P.R., von der Heyden, S., McQuaid, C.D. & Barker, N.P. (accepted March 2011). A review of marine phylogeography in Southern Africa. South African Journal of Science.
- Martínez-Azorín, M., Clark, V.R., Crespo, M.B., Dold, A.P. & Barker, N.P. (accepted April 2011) The rediscovery of Albuca tenuifolia Baker, an endemic from the Sneeuberg Centre of Endemism. Nordic Journal of Botany.
- Clark, V.R., Barker, N.P. & Mucina, L. (accepted 3 April 2011). The southern Great Escarpment as part of the Cape to Cairo floristic highway. Plant Ecology & Diversity.
- Teske, P.R. Rius, M., McQuaid, C.D., Styan, C.A., Piggott, M.,P. Benhissoune, S., Fuentes-Grünewald, C., Walls, K., Page, M., Attard, C.R.M., Cooke, G.M., McClusky, C.F., Banks, S.C., Barker, N.P., & Beheregaray, L.B. (Accepted March 2011.) . Nested levels of cryptic diversity in a widespread marine ecosystem engineer: a challenge for detecting biological invasions. BMC Evolutionary Biology.